# Місячне затемнення 28 вересня 2015 року
| Повне місячне затемнення 28 вересня 2015 року | Повне місячне затемнення 28 вересня 2015 року |
| --- | --------------------------------------------- |
| Ecliptic north top Місяць проходить справа наліво (із заходу на схід) через земну тінь |                                               |
| Гамма | -0.3296                                       |
| Тривалість (год: хв: сек) |                                               |
| Повного | 1:11:55                                       |
| Часткового | 3:19:52                                       |
| Півтіньового | 5:10:41                                       |
| Контакти (час UTC) |                                               |
| Пів1 | 0:11:47                                       |
| Ч1 | 1:07:11                                       |
| Пов2 | 2:11:10                                       |
| Максимум | 2:47:07                                       |
| Пов3 | 3:23:05                                       |
| Ч4 | 4:27:03                                       |
| Пів4 | 5:22:27                                       |
| Місяць проходить крізь тінь Землі в сузір'ї Риб рухаючись із заходу на схід (справа наліво). Проміжок між двома крапками на прямій дорівнює годині. Планету Уран можна буде побачити у бінокль із кратністю понад 5.7 за 16 градусів на схід від повністю затемненого Місяця. |                                               |

Повне місячне затемнення відбулось 28 вересня 2015 року. Це друге з двох повних місячних затемнень 2015 року і останнє в тетраді (серія з чотирьох повних місячних затемнень). Попередні в цій тетраді відбулись: 15 квітня 2014, 8 жовтня 2014 та 4 квітня 2015. Спостерігачі в Україні могли повністю побачити повну фазу, яка за київським часом тривала від 5:11 до 6:23.
Під час затемнення місяць перебував у перигеї тому буде близький до своєї максимальної видимої величини. Його кутовий розмір становив 0,568°, що на 6,9 % більше від середнього значення. Таке явище має назву «супермісяць». Востаннє збіг «супермісяця» і місячного затемнення відбувся 1982 року, а наступний буде 2033-го.

## Видимість
Затемнення можна було побачити з території Європи, Близького Сходу, Африки та Америки.
| Розташування Землі під час затемнення, якщо дивитись із Місяця | Змодельований вигляд Землі та кільця освітленої сонцем атмосфери під час затемнення, якщо дивитись із Місяця |

### Спостереження з території України
В Україні Місяць зайшов під час другої часткової фази (Ч2). Спостерігачі змогли повністю побачити повну фазу, але Місяць вже був близько до західного горизонту за умови безхмарного неба на заході.
| Місто           | Висота над горизонтом на початку повної фази | Висота над горизонтом в точці максимуму | Висота над горизонтом в кінці повної фази |
| Ужгород         | 21,0°                                        | 15,7°                                   | 10,3°                                     |
| Львів           | 19,4°                                        | 14,3°                                   | 8,9°                                      |
| Хмельницький    | 17,8°                                        | 12,5°                                   | 7,1°                                      |
| Одеса           | 16,4°                                        | 10,7°                                   | 4,9°                                      |
| Київ            | 15,3°                                        | 10,1°                                   | 4,8°                                      |
| Севастополь     | 15,0°                                        | 9,0°                                    | 3,1°                                      |
| Кривий Ріг      | 14,3°                                        | 8,7°                                    | 3,1°                                      |
| Дніпропетровськ | 13,0°                                        | 7,5°                                    | 2,1°                                      |
| Харків          | 11,9°                                        | 6,6°                                    | 1,3°                                      |
| Донецьк         | 11,4°                                        | 5,8°                                    | 0,4°                                      |
| Луганськ        | 10,3°                                        | 4,8°                                    | -0,4°                                     |

## Загальний огляд
Місячне затемнення відбувається, коли Місяць потрапляє в тінь Землі. На початку затемнення Місяць входить в напівтінь Землі, при цьому лише ледь помітно послаблюється яскравість поверхні Місяця. Потім тінь Землі починає покривати Місяць, роблячи його колір червоно-коричневим (зазвичай колір залежить від атмосферних умов). Місяць виглядає червонуватим внаслідок релеївського розсіювання (той самий ефект, що робить захід Сонця червонуватим) і заломлення сонячного світла атмосферою Землі у напрямку її тіні.
Модель внизу показує приблизний вигляд Місяця, коли він буде перетинати область тіні Землі. Північна частина Місяця перебуває найближче до центра тіні, що робить її вигляд найтемнішим і найбільш червонуватим.

## Час затемнення
| Часовий пояс відлік від UTC | Часовий пояс відлік від UTC      | -7г        | -6г        | -5г        | -4г        | -3г          | -2г        | -1г        | 0г         | +3г                    |
| Часовий пояс відлік від UTC | Часовий пояс відлік від UTC      | PDT MST    | MDT        | CDT PET    | EDT BOT    | ADT AMST ART |            |            | GMT        | КЛЧ (Київ. літній час) |
| --------------------------- | -------------------------------- | ---------- | ---------- | ---------- | ---------- | ------------ | ---------- | ---------- | ---------- | ---------------------- |
| Подія                       | Подія                            | 27 вересня | 27 вересня | 27 вересня | 27 вересня | 27 вересня   | 27 вересня | 27 вересня | 28 вересня | 28 вересня             |
| Пів1                        | Початок півтіньового затемнення* | 5:12 pm    | 6:12 pm    | 7:12 pm    | 8:12 pm    | 9:12 pm      | 10:12 pm   | 11:12 pm   | 12:12 am   | 3:12                   |
| Ч1                          | Початок часткового затемнення    | 6:07 pm    | 7:07 pm    | 8:07 pm    | 9:07 pm    | 10:07 pm     | 11:07 pm   | 12:07 am   | 1:07 am    | 4:07                   |
| Пов2                        | Початок повного затемнення       | 7:11 pm    | 8:11 pm    | 9:11 pm    | 10:11 pm   | 11:11 pm     | 12:11 am   | 1:11 am    | 2:11 am    | 5:11                   |
|                             | Максимум                         | 7:47 pm    | 8:47 pm    | 9:47 pm    | 10:47 pm   | 11:47 pm     | 12:47 am   | 1:47 am    | 2:47 am    | 5:47                   |
| Пов3                        | Кінець повного затемнення        | 8:23 pm    | 9:23 pm    | 10:23 pm   | 11:23 pm   | 12:23 am     | 1:23 am    | 2:23 am    | 3:23 am    | 6:23                   |
| Ч4                          | Кінець часткового затемнення     | 9:27 pm    | 10:27 pm   | 11:27 pm   | 12:27 am   | 1:27 am      | 2:27 am    | 3:27 am    | 4:27 am    | 7:27                   |
| Пів4                        | Кінець півтіньового затемнення   | 10:22 pm   | 11:22 pm   | 12:22 am   | 1:22 am    | 2:22 am      | 3:22 am    | 4:22 am    | 5:22 am    | 8:22                   |

* В півтіньовій фазі вигляд Місяця змінюється незначним чином і зазвичай цю зміну непомітно.

Точки контактів відносно земної тіні та півтіні, в нашому випадку Місяць заходить

Фази повного місячного затемнення обумовлені точками контактів:
Пів1 (Перший контакт): Початок півтіньового затемнення. Півтінь землі торкається переднього краю місячного диска.
Ч1 (другий контакт): Початок часткового затемнення. Тінь Землі торкається переднього краю місячного диска.
Пов2 (третій контакт): Початок повного затемнення. Тінь Землі торкається заднього краю місячного диска. Місяць повністю зайшов у тінь Землі.
Максимум затемнення: Центр Місяця перебуває найближче до центра земної тіні.
Пов3 (Четвертий контакт): Закінчення повного затемнення. Інший бік земної тіні торкається переднього краю місячного диска. Місяць починає виходити з-під тіні Землі.
Ч4 (П'ятий контакт): закінчення часткового затемнення. Місяць повністю виходить з-під земної тіні.
Пів4 (Шостий контакт): Закінчення півтіньового затемнення. Місяць повністю виходить з-під земної півтіні.

## Пов'язані затемнення
Це затемнення є одним із чотирьох місячних затемнень короткострокової серії, коли Місяць заходить.
Місячний рік складається з 12 молодиків, або приблизно 354 днів. Таким чином його початок зміщується на 10 днів назад в наступному календарному році. Через зміщення дати тінь Землі зміщується на 11 градусів на захід під час кожного наступного затемнення.
| Місячні затемнення від 2013 до 2016 року | Місячні затемнення від 2013 до 2016 року | Місячні затемнення від 2013 до 2016 року | Місячні затемнення від 2013 до 2016 року | Місячні затемнення від 2013 до 2016 року | Місячні затемнення від 2013 до 2016 року | Місячні затемнення від 2013 до 2016 року |
| ---------------------------------------- | ---------------------------------------- | ---------------------------------------- | ---------------------------------------- | ---------------------------------------- | ---------------------------------------- | ---------------------------------------- |
| Вузол, що сходить                        | Вузол, що сходить                        | Вузол, що сходить                        |                                          | Вузол, що заходить                       | Вузол, що заходить                       | Вузол, що заходить                       |
| Сарос                                    | Дата                                     | Тип                                      | Сарос                                    | Дата                                     | Тип                                      |                                          |
| 112                                      | 25 квітня 2013                           | Часткове                                 | 117                                      | 18 жовтня 2013                           | Півтіньове                               |                                          |
| 122                                      | 15 квітня 2014                           | Повне                                    | 127                                      | 8 жовтня 2014                            | Повне                                    |                                          |
| 132                                      | 4 квітня 2015                            | Повне                                    | 137                                      | 28 вересня 2015                          | Повне                                    |                                          |
| 142                                      | 23 березня 2016                          | Півтіньове                               | 147                                      | 16 вересня 2016                          | Півтіньове                               |                                          |
|                                          |                                          |                                          |                                          |                                          |                                          |                                          |
| Попередня серія                          | 25 травня 2013                           | 25 травня 2013                           | Попередня серія                          | 28 листопада 2012                        | 28 листопада 2012                        |                                          |
|                                          |                                          |                                          |                                          |                                          |                                          |                                          |
| Наступна серія                           | 11 лютого 2017                           | 11 лютого 2017                           | Наступна серія                           | 18 серпня 2016                           | 18 серпня 2016                           |                                          |

### Цикл пів-сароса
Місячне затемнення пов'язане з двома сонячними, які відбуваються за пів сароса (приблизно 9 років 5,5 дня) до і пів сароса після нього. В нашому випадку місячне затемнення відбувається по часу в період між двома кільцеподібними сонячними затемненнями Сароса 144.
| 22 вересня 2006 | 2 жовтня 2024 |
| --------------- | ------------- |
|                 |               |